# Yaaku
Yaaku is de naam van een stam in Kenia. De Yaaku zijn jager-verzamelaars die in het Mukogodo-bos leven, ten westen van Mount Kenya, in de provincie Bonde la Ufa.
Oorspronkelijk spraken de Yaaku de gelijknamige Koesjitische taal, maar sinds de jaren dertig namen ze vrijwel allemaal de Nilotische taal van de Masai over. Ze spreken een variant van het Masai, genaamd Mukogodo-Masai, die nog steeds woorden van de Yaaku-taal bevat.
Een opvallende eigenschap van de taal is het aantal enkel- en meervoudsvormen. Het Yaaku kent vijf enkelvoudvormen en vijftien meervoudvormen.